# Gmina zbiorowa Amelinghausen
Gmina zbiorowa Amelinghausen (niem.Samtgemeinde Amelinghausen) – gmina zbiorowa położona w niemieckim kraju związkowym Dolna Saksonia, w powiecie Lüneburg. Siedziba gminy zbiorowej znajduje się w miejscowości Amelinghausen.

## Położenie geograficzne
Gmina zbiorowa Amelinghausen położona jest w centralnej i północno-wschodniej części Pustaci Lüneburskiej ok. 50 km na południe od Hamburga i ok. 20 km na południowy zachód od Lüneburga.
Leży w południowo-zachodniej części powiatu Lüneburg. Graniczy aż z trzema powiatami: Uelzen na południu, Heidekreis na południu i zachodzie, Harburg na zachodzie i północy. Poza tym sąsiaduje również z dwiema gminami zbiorowymi z powiatu Lüneburg; na północy z gminą zbiorową Gellersen i na wschodzie z gminą zbiorową Ilmenau.
W gminie występują wrzosowiska Pustaci Lüneburskiej. Przez gminę płynie z południowego zachodu na północ rzeczka Luhe w jej górnym biegu i jej prawy dopływ Lopau. Teren gminy jest pagórkowaty, porośnięty lasami i wrzosowiskami.

## Podział administracyjny
Do gminy zbiorowej Amelinghausen należy pięć gmin:
1. Amelinghausen
2. Betzendorf
3. Oldendorf (Luhe)
4. Rehlingen
5. Soderstorf